# Insolvenční rejstřík
Insolvenční rejstřík (ISIR) je veřejný seznam, do kterého se zapisují zákonem stanovené údaje o subjektech, které v České republice procházejí insolvenčním řízením. Vede ho příslušný rejstříkový soud, kterým je krajský soud. Výjimku tvoří jen Krajský soud v Praze, protože pro subjekty se sídlem nebo místem podnikání v jeho soudním obvodu vede insolvenční rejstřík Městský soud v Praze.
Český insolvenční rejstřík patří do ISAS, informačního systému okresních soudů.

## Zapisované subjekty
Do insolvenčního rejstříku se zapisují:
- Fyzické osoby podnikatelé,
- Právnické osoby,
- Nepodnikatelské subjekty.

V rejstříku lze vyhledat pouze dlužníky, proti kterým bylo zahájeno insolvenční řízení po 1. lednu 2008 a nebyli z rejstříku vyškrtnuti dle § 425 insolvenčního zákona.
Dlužníky, proti kterým bylo zahájeno konkursní či vyrovnací řízení dříve, lze hledat v Evidenci úpadců.

## Zapisované skutečnosti
V insolvenčním rejstříku lze najít kromě subjektů v insolvenci také informace o jejich insolvenčním správci a dokumentaci s insolvenčním řízením spojenou. 

### Seznam insolvenčních správců
O insolvenčním správci se zde může zájemce dozvědět například, kde správce sídlí, jaké má identifikační číslo a jaké další insolvenční řízení ještě spravuje. Zájemce se také dozví, zda a proč byla správci pozastavena činnost nebo zda mu nezaniklo oprávnění vykonávat činnost.

### Seznam dlužníků
O dlužnících zde může zájemce nalézt tyto údaje: 
- firma anebo jméno subjektu,
- sídlo anebo trvalé bydliště subjektu,
- důvod zahájení insolvenčního řízení,
- u fyzické osoby rodné číslo nebo datum jejího narození, nebylo-li jí rodné číslo přiděleno
- identifikační číslo (IČO), které podnikateli přidělí rejstříkový soud; potřebná identifikační čísla sdělí rejstříkovému soudu příslušný orgán státní správy, anebo navrhovatel v insolvenčním řízení
- další skutečnosti, o kterých to stanoví právní předpis

a změny těchto údajů. Zapisují se také další údaje specifické pro jednotlivé typy právnických osob a další údaje.
- události, které se k danému insolvenčnímu řízení vážou.[2]

### Insolvenční spisy
Každý dlužník zde má vedený jeden spis. Insolvenční soud zveřejňuje chronologicky informace a písemnosti, které se týkají rozhodnutí soudu v insolvenčním řízení a incidenčních sporech, veškerá podání, která se dlužníka týkají, a rovněž další informace, které podle zákona zveřejňovat má.

### Nezveřejněné údaje
Insolvenční zákon nepředepisuje jen to, co se má v insolvenčním rejstříku zobrazovat, ale také to, co ne. Nezveřejňují se například dokumenty, které podléhají utajení. Může zde být však učiněna poznámka, že existuje dokument, který nebyl zveřejněný. Dočasně se nezveřejňují též takové písemnosti a doklady, jejichž okamžité zveřejnění by mohlo zmařit insolvenční řízení. Na odůvodněnou žádost fyzické osoby, která učinila podání, může insolvenční soud také rozhodnout, že některé údaje o této osobě nebudou přístupné. Jméno a příjmení ale musí byt zveřejněné vždy.

## Zápis
Do insolvenčního rejstříku je zapsán dlužník, který podá návrh na zahájení insolvenční řízení. Za dlužníka může podat návrh i osoba oprávněná, nikoli však věřitel. Tento návrh může dlužník podat nejen, když se ocitne v úpadku, ale také tehdy, když mu úpadek teprve hrozí. Insolvenční řízení může nabýt tří podob: 
- Konkurs
- Reorganizace
- Oddlužení[3]

Řízení o zápisu do insolvenčního rejstříku upravuje občanský soudní řád.

## Sledování insolvenčního rejstříku
Pro podnikatelské subjekty a obecně věřitele má význam sledovat obsah insolvenčního rejstříku. Dozví se tam, zda subjekty, se kterými jsou v nějakém obchodně-závazkovém vztahu, anebo jsou jejich věřiteli, nejsou evidovány jako povinní v insolvenčním řízení. V takovém případě se totiž může stát rizikovým uzavírat další obchodně-závazkové vztahy s těmito subjekty, případně poskytovat spotřebitelské úvěry takovým osobám. 
Za pomoci insolvenčního rejstříku také provádí soud například předvolání na schůzi věřitelů, kam by se měl dostavit každý věřitel subjektu. Proto by měli účastníci insolvenčního řízení, zejména věřitelé, ve svém vlastním zájmu pravidelně sledovat probíhající insolvenční řízení. Soud vychází ze skutečnosti, že je rejstřík veřejně přístupný, a na pozdní přihlášení se věřitelů nebere zřetel.

### Přístup k rejstříku
První možnost přístupu je skrze oficiální web insolvenčního rejstříku a druhou možností je Czech POINT, kde zájemce může získat ověřený výpis z insolvenčního rejstříku. Za první stranu zaplatí 100 Kč a za každou další pak 50 korun.

## Délka trvání zápisu v insolvenčním rejstříku
Zápis v insolvenčním rejstříku je podstatný údaje také pro zapsaný subjekt. Může ho limitovat v dalším pracovním či soukromém životě. Se zápisem v insolvenčním registru není zapsaný subjekt úvěruschopný nebo dostatečně bonitní. Zápis v insolvenčním rejstříku je zde veden ještě pět let po ukončení insolvenčního řízení. Jakmile uplyne 5 let od nabytí právní moci rozhodnutí, jímž bylo ukončeno insolvenční řízení, nedojde k úplnému vymazání záznamu z insolvenčního rejstříku, ale k jeho znepřístupnění. Věřitelé při hledání v rejstříku o daném subjektu již žádné informace nenajdou. 
Pokud však insolvenční řízení skončí: 
- odmítnutím insolvenčního návrhu pro jeho vady nebo zjevnou bezdůvodnost,
- zastavením pro nedostatek podmínek řízení nebo pro zpětvzetí insolvenčního návrhu,
- zamítnutím návrhu,

může dlužník zažádat o vyškrtnutí z rejstříku už tři měsíce od doby, kdy toto rozhodnutí nabude právní moci. Soud pak o něm údaje znepřístupní do 15 dní od doručení žádosti.